# Florin Comișel
Florin Comișel (n. 10 aprilie 1922, Ploiești – d. 7 octombrie 1985, Ploiești) a fost un compozitor, pianist și dirijor de cor și orchestră, culegător de folclor muzical românesc, profesor de armonie și dirijat la Conservator, unde i-a avut ca elevi, între alții, pe Marin Constantin și Ion Baciu.
A fost fiul dirijorului de cor Gheorghe Comișel și fratele mai mic al etnomuzicologei Emilia Comișel.
Studiile muzicale le-a început în familie cu tatăl său, dirijorul și profesorul Gheorghe Comișel, iar între anii 1939-1948 și le-a continuat la Conservatorul de Muzică din București, unde i-a avut ca profesori pe Marțian Negrea, Constantin Brăiloiu și Ion Ghiga.
În anul 1943, pe când mai era student, a fost încadrat cercetător științific la Arhiva de Folclor a Societății Compozitorilor Români și apoi la Institutul de Folclor din București (1943-1950). Începând din anul 1947 și până în 1978, Florin Comișel a fost dirijor la diverse ansambluri și instituții artistice, printre care, în perioada 1957-1978, Ansamblul “Rapsodia Română”.
S-a remarcat în domeniul muzicii de teatru (operetă), pentru care a scris 16 titluri.

## Distincții
- Ordinul Muncii clasa a III-a (19 octombrie 1962) „cu prilejul împlinirii a 15 ani de activitate a Ansamblului de cîntece și dansuri al Consiliului Central al Sindicatelor”[6]
- Ordinul „23 August” clasa a IV-a (10 august 1964) „pentru merite deosebite în opera de construire a socialismului, cu prilejul celei de a XX-a aniversări a eliberării patriei”[7]
- titlul de Artist Emerit (22 noiembrie 1967) „cu prilejul împlinirii a 20 de ani de la înființarea Ansamblului artistic al Uniunii Generale a Sindicatelor din România, [...] pentru merite deosebite în activitatea artistică”[8]

## Compoziții
Operete
- Izbânda vieții (1947)
- Culegătorii de stele (1954)
- Soarele Londrei (1970)
- Leonard (1976)
- Adâncurile iubirii (1977)
- Răspântia (1974)

Lucrări vocal-simfonice
- Plutași și țapinari (1966)
- Țara mea, mândria mea (1972)

Lucrări simfonice
- Fantezia concertantă pentru țambal și orchestră simfonică
- Suita pentru clarinet și o orchestră
- Dans muntenesc
- Suita în stil clasic

Lucrări corale
- Codrule, frunză galbină
- Cine bate potecuța
- Măi bădiță, ce-ai cu mine
- În țara mea
- Cântecul luminii
- Cântec de pace
- Scrisoarea
- Du-te carte peste țară
- Vatră, casă de piatră

Colinde
- La mulți ani cu sănătate - Suită de colinde pe versuri populare, 16 p., București, Editura Muzicală, 1975